# Adeodatus Babik
Adeodatus Babik CMV (armenisch Աստվածատուր Բաբիկյան, * 5. August 1738 in Dschulfa bei Isfahan; † 18. April 1825 in Wien) war ein armenisch-katholischer Ordensgeistlicher, erster Generalabt der Mechitaristen in Wien und Erzbischof von Etschmiadsin in Armenien.

## Leben
Nach einem Disput über die reformierten Ordensregeln ließ sich 1773 ein Ordenszweig der Mechitaristen von der Insel San Lazzaro zur Bildung einer neuen Kongregation im habsburgischen Triest nieder, zu diesen Mechitaristen gehörte auch Adeodatus Babik. Trotz der Änderung der Ordensregeln und des Disputes hielten die Mönche an dem Gründungsprogramm ihres Kongregationsstifters fest.
Am 30. März 1775 gestattete die Kaiserin Maria Theresia den Bau einer Kirche zum Gottesdienst nach armenisch-katholischem Ritus in Triest.
Nach dem Abschluss des Friedens von Preßburg wurde Triest 1805 dem französischen Kaiser Napoleon zugesprochen. Weil dieser willkürlich gegen die Mechitaristen als österreichische Untertanen vorging, reiste Adeodat Babik 1810 nach Mailand, um Unterstützung vom Vizekönig Eugène de Beauharnais für die Kongregation zu erhalten, allerdings zerschlugen sich seine Hoffnungen. Nachdem Adeodatus Babik vom Generalgouverneur von Illyrien, Auguste Frédéric Louis Viesse de Marmont, den Befehl erhalten hatte, nach Triest zurückzukehren, stellte ihm der Vizekönig einen Pass aus, auf dem keine Reiseroute vorgesehen war; mit diesem Pass reiste er über Tirol nach Wien.
Im Oktober 1810 traf er sich mit Aristaces Azarian, um gemeinsam die Angelegenheiten ihres bedrohten Ordens zu vertreten, denn inzwischen waren das Eigentum und die Kirchengeräte versteigert worden und die Ordenspriester sollten gezwungen werden, Weltgeistliche zu werden. Sie suchten Schutz und Hilfe bei der österreichischen Regierung; der apostolische Nuntius Antonio Gabriele Severoli, Erzbischof Sigismund Anton von Hohenwart und Staatsrat Martin von Lorenz unterstützten die Sache des Ordens, sodass Kaiser Franz II. am 27. Dezember 1810 seinen Schutz bewilligte, allerdings mit der Auflage, dass dem österreichischen Staat keine Kosten entstehen sollten. Hierzu verfügte er, dass der Orden in Wien seinen Unterhalt aus dem Unterricht der armenischen Jugend, einer Buchdruckerei, den Beiträgen der Missionare und aus Spenden beziehe.
Am 8. Januar 1811 wurde der Kongregation das Kapuzinerkloster St. Ulrich in Wien als Wohnstätte zugewiesen, da die Kapuziner aus Mangel an Nachwuchs dieses nicht mehr unterhalten konnten; 1813 erwarben die Mechitaristen das ehemalige Kapuzinerkloster käuflich.
Am 17. Februar 1811 wurde der Generalabt zum Erzbischof von Etschimazin geweiht und am darauffolgenden Tag zog Adeodatus Babik mit sechs Mönchen aus dem Servitenkloster nach St. Ulrich um. In der Folge ließ der Generalabt eine Buchdruckerei einrichten und holte junge Männer aus Konstantinopel, die zu Missionaren ausgebildet wurden; noch 1811 wurde die erste armenische Schrift der Druckerei veröffentlicht.
1814 besuchte ihn der deutsche Schriftsteller Heinrich Clauren.
Als Adeodatus Babik 1823 von seinem Amt als Generalabt zurücktreten wollte, konnte ihn die Kongregation überzeugen, das Amt weiterzuführen, allerdings wurde Aristaces Azarian zu seiner Unterstützung zum Generalprior ernannt und folgte ihm nach seinem Tod als Generalabt.

## Ehrungen und Auszeichnungen
Adeodatus Babik war apostolischer Protonotar.